# Hundred Miles
Singles de Yall
Ruff 'n Tuff
(2014)
Hundred Miles est un titre du groupe barcelonais Yall et de la chanteuse Gabriela Richardson. Il rencontre le succès lors de son utilisation dans les publicités de Desigual.
Le titre se classe alors premier des ventes de singles en France et en Espagne sur iTunes, à la 2e position des titres les plus diffusés sur la station de radio NRJ et à la 1re place du classement espagnol los 40 principales.
Le titre est premier du classement streaming en France la semaine du 21 janvier 2016 et pendant 3 semaines à la suite.

## Les directs
Yall a interprété avec Gabriela Richardson, Hundred Miles en direct du dôme de Marseille où le Virgin Tonic sur Virgin Radio présenté par Camille Combal était installé le 28 janvier 2016

Ils ont également joué leur titre ce même jour dans l'émission de radio C'Cauet présenté par Cauet.
Le 29 janvier 2016, ils ont chanté leur titre sur le plateau du Petit Journal.

## Utilisation
Le titre est utilisé pour la campagne de publicité "Exotic Jeans" de Desigual où l'on voit le mannequin néerlandais Valentine Bouquet réaliser une chorégraphie avec les vêtements de la marque.
Un extrait du morceau est également utilisé dans l'épisode 2 de la première saison de la série espagnole Élite diffusée sur Netflix.

## Clip
Le clip est sorti le 9 décembre 2015 sur YouTube. Il débute par des balles de tennis rebondissant sur un terrain de tennis, puis présente Gabriela Richardson dans un stade athlétique, et un groupe d'adolescentes habillées en tenue de tennis se préparant dans un vestiaire. Pendant le reste de la vidéo, ces dernières exécutent une chorégraphie de groupe sur divers terrains de sport, entrecoupée de brefs plan poitrine de Gabriela Richardson. La fin du clip montre brièvement le groupe Yall assis et la chanteuse Gabriela Richardson debout dans les tribunes du stade.
Le clip totalise 84 028 247 de vues (Mars 2025) et l'audio 13 604 341 de vues (Mars 2025) sur YouTube.

## Classements et Certification

### Classement
| Classement                              | Meilleure position |
| --------------------------------------- | ------------------ |
| Allemagne (Media Control AG)            | 23                 |
| Autriche (Ö3 Austria Top 40)            | 28                 |
| Belgique (Flandre Ultratop 50 Singles)  | 14                 |
| Belgique (Wallonie Ultratop 50 Singles) | 1                  |
| Espagne (PROMUSICAE)                    | 7                  |
| France (SNEP)                           | 2                  |
| France (SNEP Radio)                     | 3                  |
| France (SNEP Streaming)                 | 1                  |
| Suisse (Schweizer Hitparade)            | 13                 |
| Russie (Russia Top20)                   | 4                  |

### Certification
| Pays                                                                                                   | Organisme | Certification |
| --- | --------- | ------------- |
| Espagne (PROMUSICAE)                                                                                   | Or        | 20 000        |
| France (SNEP)                                                                                          | Diamant   |               |
| *Ventes selon la certification ^Mise en rayon selon la certification xNon précisé par la certification |           |               |